# Physcia austrocaesia
Physcia austrocaesia är en lavart som beskrevs av Elix. Physcia austrocaesia ingår i släktet Physcia och familjen Physciaceae.   Inga underarter finns listade i Catalogue of Life.